# Felleisen
Ein Felleisen ist ein meist lederner Rucksack, wie er früher u. a. von Handwerksgesellen auf der Stör getragen wurde.

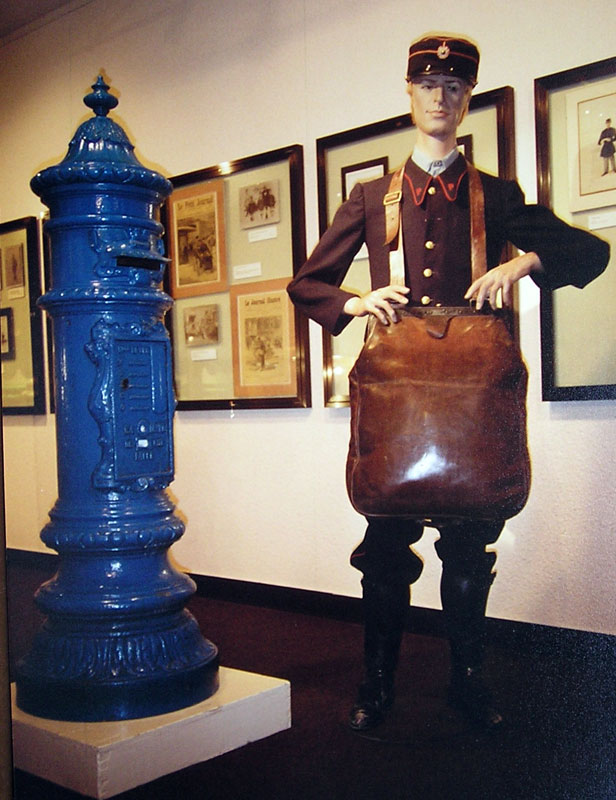
Postbote mit großem Felleisen (Pariser Museum)

## Etymologie
In der Ökonomischen Enzyklopädie von Krünitz aus den Jahren 1773–1858 heißt es zur Herkunft des Wortes Felleisen:
Viele haben geglaubt, daß dieses Wort aus Fell und Eisen zusammen gesetzt sey, weil diese Art des Sackes jetzt nicht nur aus Fellen bereitet, sondern auch wirklich mit Eisen verwahret wird. Da aber dieses Wort im Ital. Valigia, im Franz. Valise, im Altfranz. Fouillouse, und im mittlern Lat. Vallegia lautet, so haben es Andere mit mehrerm Rechte daher geleitet, ungeachtet die Abstammung auch dieser Wörter noch dunkel ist.
Auch neuere Lexika bestätigen, dass  die mittelhochdeutsche Abkunft des Begriffs nicht von Fell, sondern von französisch valise (= Koffer) stammt.
Die Aussprache von „Felleisen“ lautet im Mittelhochdeutschen und noch heute im alemannischen Sprachraum: vel–īsä.

## Beschaffenheit und Verwendung
Das Felleisen wurde hauptsächlich von den wandernden Handwerksburschen benutzt, während sie auf Reisen waren. Es war eine Art Reisesack oder Tornister, der geschnürt wurde und oft mit Trägern versehen war, um ihn auf den Rücken zu schnallen. Er enthielt alles Wesentliche, was der Träger benötigte und nicht in der Brottasche (Brotbeutel) Platz fand.
Laut Krünitz’ Enzyklopädie war es ein Ranzen, Ränzel, ... eine Reittasche, oder ein kleiner Sack, zum Ueberhängen über die Schultern, mehrentheils von rauchem Leder oder Fellen überzogen, und mit einem eisernen Stänglein oder einer Kette verschlossen, allerley Geräthschaften auf der Reise darinn zu verwahren.
Abgelöst wurde das Felleisen der Handwerker durch den Charlottenburger, ein quadratisches Tuch. Mit der Zeit war es den Gesellen nämlich nicht mehr erlaubt, mit dem fellüberzogenen Tornister in bestimmte Städte einzureisen, da das Felleisen, so die Begründung,  meist ideale Bedingungen für Läuse und Krankheiten bot.

## Felleisen der Postreiter

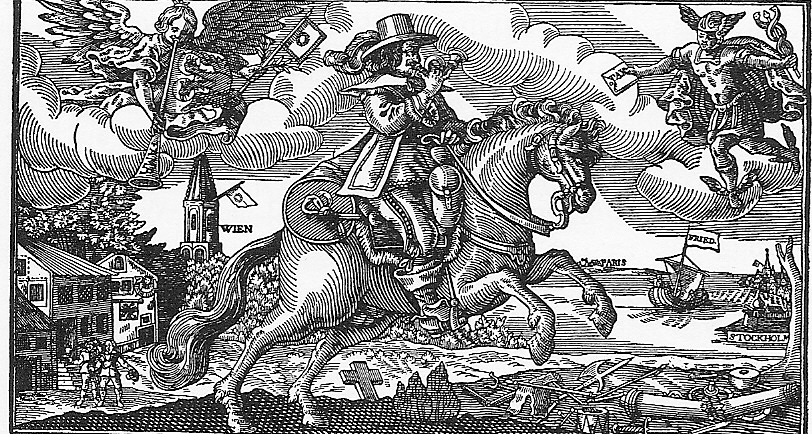
Postreiter mit Felleisen als Verkünder des Westfälischen Friedens 1648

Ein Felleisen war bei der Post die Bezeichnung für das Behältnis, in das die Briefschaften eingelegt wurden. Es wurde verschlossen, mit Eisen ummantelt und einem Postreiter zur Beförderung auf die nächste Pferdewechselstation übergeben. Am Bestimmungsort wurde das Felleisen geöffnet, und die darin befindlichen Briefe wurden an die Empfänger weitergeleitet. Damit ist das Postfelleisen ein Vorläufer des späteren Postsacks.

## Zitat
Im Volkslied Auf du junger Wandersmann ... über die Gebräuche der Wandergesellen heißt es in der vierten Strophe:
Trägt’s Felleisen auf dem Rücken,
trägt es über tausend Brücken;